# Teynham
Teynham is een civil parish in het bestuurlijke gebied Swale, in het Engelse graafschap Kent met 2913 inwoners.